# Bülow-Block
Der Bülow-Block ist benannt nach dem Reichskanzler Bernhard von Bülow und bezeichnet ein Wahlbündnis bei der Reichstagswahl von 1907. Bis 1909 stützte die daraus hervorgegangene Reichstagsmehrheit die Politik von Bülows. 

## Vorgeschichte
Nachdem die Parlamentsmehrheit vor allem aus Zentrum und Sozialdemokraten einen Nachtragshaushalt für die Weiterführung des Krieges in Deutsch-Südwestafrika verweigert hatte, wurde der Reichstag aufgelöst, und vorzeitige Wahlen wurden anberaumt. 
Daraufhin bildeten Konservative, Nationalliberale und Linksliberale ein Wahlbündnis, um den Reichskanzler von Bülow zu unterstützen. Es war ein Abwehrbündnis gegen das katholische Zentrum und vor allem gegen die dynamische SPD. Durch die Einbindung der Linksliberalen wurden die staatstragenden Gruppen gewissermaßen nach links in das fortschrittliche Bildungs- und Wirtschaftsbürgertum hinein erweitert. Im Wahlkampf hatten die Parteien der Regierung mit nationalistischen, antisozialdemokratischen und gegen das Zentrum gerichteten Parolen Erfolg. Im Vorfeld der Wahl trafen sie bereits Stichwahlabkommen. 
Der Bülow-Block siegte in der sogenannten Hottentottenwahl am 25. Januar 1907. Der Erfolg kam nur wegen des Mehrheitswahlrechts zustande. Die absolute Stimmenzahl des Blocks war geringer als die der oppositionellen Parteien SPD und Zentrum.

## Anspruch auf Reformpolitik
Für von Bülow war der Block nicht nur ein Wahlbündnis, sondern war als fortdauerndes Bündnis im Parlament zur Stützung der Regierung gedacht. Die politische Existenz von Bülows hing in den folgenden Jahren von Bestehen des Blocks ab. Daher wurden Regierungsmitglieder wie Arthur von Posadowsky-Wehner oder der preußische Kultusminister Heinrich Konrad Studt abgelöst, die für eine Zusammenarbeit mit dem Zentrum standen. Für Posadowsky als Innenstaatssekretär des Reiches und Vizekanzler wurde Theobald von Bethmann Hollweg ernannt, der zugleich auch stellvertretender Vorsitzender des preußischen Staatsministeriums wurde. Die bisher im Auswärtigen Amt angesiedelte Kolonialabteilung wurde im Mai 1907 als Reichskolonialamt unter dem liberalen und als Reformer geltenden Staatssekretär Bernhard Dernburg selbstständig.
Der Anspruch von Bülows war es, die Stagnation der letzten Jahre zu überwinden. Im Reichstag gab er die Losung aus: „Nicht Rückschritt und nicht Stillstand, sondern Fortschritt.“ Allerdings zwangen die Mehrheitsverhältnisse von Bülow zu einem Lavieren zwischen Nationalliberalen und Konservativen. Insbesondere die Konservativen sperrten sich gegen wirkliche Veränderungen. Liberal anmutende Regierungsvorlagen wurden abgelehnt, während diese den Liberalen nicht weit genug gingen. Insgesamt war die Handlungsfähigkeit und Stabilität des Blockes begrenzt. Während Konservative und Linksliberale sehr entgegengesetzte Ziele verfolgten und bereit waren, notfalls das Bündnis zu sprengen, hatten sich die Nationalliberalen am stärksten mit ihm identifiziert. Zusammengehalten wurde der Block zunächst einmal vom Einsatz des Kanzlers und zum anderen durch die gemeinsame Gegnerschaft gegenüber den Sozialdemokraten und dem Zentrum.
In den ersten Jahren schien es allerdings tatsächlich zu Reformen zu kommen. Im Sinne einer inneren Liberalisierung gelang eine Neufassung des Straftatbestandes der Majestätsbeleidigung. Die große Masse der Bagatellfälle wurde seither nicht mehr bestraft. Auch das Börsengesetz, das in den 1890er Jahren auf Drängen der Agrarier umgestaltet worden war, wurde wieder liberalisiert. Die Widersprüchlichkeit des Bündnisses zeigte sich etwa beim 1908 verabschiedeten Reichsvereinsgesetz. Insgesamt war es relativ liberal und ermöglichte erstmals Frauen die Mitgliedschaft, andererseits enthielt es einen „Sprachenparagraphen“, der die nichtdeutschsprachigen Minderheiten diskriminierte.

## Grenzen der Gemeinsamkeiten
Der zentrale Streitpunkt zwischen Liberalen und Konservativen war vor allem die preußische Wahlrechtsfrage. Für die Liberalen, insbesondere für Friedrich Naumann, war die Demokratisierung des preußischen Wahlrechts die zentrale Aufgabe des Blockes. Aber auch die Nationalliberalen wollten Reformen in diesem Bereich. Dagegen verteidigten die Konservativen das Dreiklassenwahlrecht mit aller Kraft, da darauf ihr überproportionaler Einfluss auf die preußische Politik und indirekt auf die Reichspolitik beruhte. Allerdings gab es Anzeichen dafür, dass sich in der Sache etwas bewegte. Auch als Reaktion auf die sozialdemokratischen Massendemonstrationen versprach der Kaiser in seiner Thronrede vom 20. Oktober 1908, eine „organische“ Weiterentwicklung des Wahlrechts sei eine der wichtigsten Aufgaben der Gesetzgebung. Angesichts der Mehrheitsverhältnisse lavierte der Kanzler auch in seiner Eigenschaft als preußischer Ministerpräsident in dieser Frage allerdings zwischen Liberalen und Konservativen hin und her. 
Der Kanzler und mit ihm die von ihm vertretene Politik wurde durch die Daily-Telegraph-Affäre im Jahr 1908 stark geschwächt. Er versuchte seine eigene Mitschuld zu verschleiern, übernahm aber nach außen hin die Verantwortung, doch dies brachte dem Kaiser in der Öffentlichkeit keine Entlastung. Zwar bekam von Bülow in der entsprechenden Reichstagsdebatte immerhin die Unterstützung von den Blockparteien, aber selbst im Regierungslager gab es erhebliche Kritik an dem ungeschickten Verhalten des Kaisers. Entscheidender aber war, dass von Bülow das Vertrauen des Kaisers verlor. Von da an war er nur noch Kanzler auf Abruf. Die Chance einer stärkeren Parlamentarisierung angesichts der angeschlagenen Position Wilhelms II. wurde anschließend zwar diskutiert, aber nicht genutzt.

## Reichsfinanzreform und Ende des Blockes
Der Block zerbrach schließlich 1909 am Scheitern der Reichsfinanzreform. Das Problem der Reichsfinanzen hatte sich mit den wachsenden Staatsausgaben etwa durch die Sozialpolitik und den Flottenbau verschärft. Die Hauptfrage war seit langem, ob das Reich das Recht erhalten sollte, eigene direkte Steuern zu erheben. Alle bisherigen Finanzreformen hatten dieses Problem auf die lange Bank geschoben, dies war angesichts der Haushaltslage nun nicht mehr möglich. Notwendig war es, künftig jährlich 500 Millionen Mark aufzubringen. 
Die Liberalen waren der Meinung, dass dies wenigstens teilweise nur über direkte Steuern möglich sei. Die Regierung stellte einen Gesetzentwurf vor, der neben Konsumsteuern auf Tabak, Bier und Schnaps, die zusammen vier Fünftel des Gesamtvolumens ausmachten, auch eine Erbschaftssteuer vorsah. Diese traf auf den entschiedenen Widerstand der Konservativen, die dabei in der Öffentlichkeit vom Bund der Landwirte massiv unterstützt wurden. Dieser sprach gar von drohenden Enteignungen. Grundsätzlich wollten die Kritiker einem nach demokratischem Wahlrecht gewählten Reichstag keinen Zugriff auf Besitzsteuern einräumen. Die Konservativen machten ohne jeden Zweifel deutlich, dass sie bei Beibehaltung der geplanten Erbschaftssteuer den Block platzen lassen würden. Auch Peter Spahn vom Zentrum kündigte die Ablehnung seiner Partei an. 
Die Frage der Erbschaftsteuer hat die Öffentlichkeit polarisiert. Nicht zuletzt die Demagogie der Landwirtschaftsbünde führte zur Gründung des liberalen Hansabundes. Im Reichstag stimmten die Konservativen, das Zentrum und die Vertreter der Polen gegen die Vorlage; die Liberalen und die Sozialdemokraten dafür. Die Mehrheit (bei der Erbschaftssteuer 194 zu 186) war damit gegen von Bülows Gesetzentwurf. 
Daraufhin reichte von Bülow seinen Rücktritt ein. Allerdings brachte er die Finanzreform vor dem Ende seiner Kanzlerschaft mit veränderten Mehrheiten und Inhalten noch zu Ende. An die Stelle der Erbschaftsteuer wurden nunmehr verschiedene Verbrauchssteuern erhöht oder neu geschaffen. Eine Mehrheit von Konservativen und Zentrum segnete dies ab. Damit war es den agrarischen Interessenvertretern gelungen, Besitz und Landwirtschaft zu schonen. Die Finanzprobleme des Reiches waren damit zunächst behoben, allerdings war damit auch die angestrebte Modernisierung der Steuergesetzgebung gescheitert.
Von Bedeutung war der Rücktritt von Bülows insofern, als er aus einer Niederlage im Reichstag die Konsequenzen gezogen hatte. Dies konnte als eine Annäherung an ein parlamentarisches System gedeutet werden. Ebenfalls neu war die Zustimmung der Sozialdemokraten zu einer Regierungsvorlage. Auch dies deutete eine mögliche Abkehr von der bisherigen Oppositionsrolle an. In diesem Sinne war der Sturz von Bülows für die Konservativen trotz des Erfolgs in der Steuerfrage eher kontraproduktiv.

## Belege
1. ↑  Zitiert nach Nipperdey, S. 732